# Bizarre Love Triangle
"Bizarre Love Triangle" é uma música lançada originalmente como single em 1986 pela banda britânica de rock e música eletrônica New Order. A versão está incluída no álbum Brotherhood. É uma das músicas mais famosas do New Order e foi coverizada por muitos artistas, como as bandas Frente!, Nouvelle Vague, Echosmith e Apoptygma Berzerk e o cantor Brandon Flowers da banda The Killers.

## Faixas do Single
| Single de 7 polegadas |                         |                |         |  |
| N.º                   | Título                  | Compositor(es) | Duração |  |
| 1.                    | "Bizarre Love Triangle" | New Order      | 3:40    |  |
| 2.                    | "Bizarre Dub Triangle"  |                | 3:23    |  |

| Single de 12 polegadas |                         |                |         |  |
| N.º                    | Título                  | Compositor(es) | Duração |  |
| 1.                     | "Bizarre Love Triangle" | New Order      | 6:39    |  |
| 2.                     | "Bizarre Dub Triangle"  |                | 7:06    |  |

## Recepção e crítica
"Bizarre Love Triangle" alcançou o 4º lugar na Billboard Dance/Club Play Songs, passando 12 semanas na parada. No Reino Unido a música chegou ao 56º lugar da parada principal.
Em 2004 a revista Rolling Stone colocou a música em 201º lugar na sua lista das 500 Melhores Canções de Todos os Tempos, sendo que, na atualização de 2021, a canção encontra-se na posição 220.